# Busnago Volley Club 2010-2011
Questa voce raccoglie le informazioni riguardanti il Busnago Volley Club nelle competizioni ufficiali della stagione 2010-2011.

## Organigramma societario
Area direttiva
- Presidente: Stefano Galbusera

Area tecnica
- Allenatore: Davide Delmati
- Allenatore in seconda: Andrea Tentorio
- Scout man: Andrea Tentorio

Area sanitaria
- Medico: Bernardo Lamari
- Preparatore atletico: Marco Candiloro
- Fisioterapista: Andrea Sacchi

## Rosa
| N° | Nome                 | Ruolo | Data di nascita   | Nazionalità sportiva |
| -- | -------------------- | ----- | ----------------- | -------------------- |
| 1  | Benedetta Bruno      | C     | 18 settembre 1984 | Italia               |
| 2  | Leila Bottaini       | S     | 24 gennaio 1991   | Italia               |
| 3  | Stefania D'Agostino  | P     | 12 novembre 1986  | Italia               |
| 4  | Elena García         | S     | 12 agosto 1979    | Spagna               |
| 5  | Ester Franco         | S     | 14 luglio 1979    | Italia               |
| 6  | Lorena Garcia        | C     | 16 gennaio 1981   | Colombia             |
| 7  | Federica Zuccollo    | L     | 1º marzo 1992     | Italia               |
| 8  | Ilaria Brognoli      | L     | 22 agosto 1980    | Italia               |
| 9  | Ilaria Demichelis    | P     | 27 agosto 1987    | Italia               |
| 10 | Marika Bonetti       | S     | 29 febbraio 1984  | Italia               |
| 13 | Alessandra Labate    | C     | 14 marzo 1981     | Italia               |
| 17 | Cristiana Giovannini | S     | 15 settembre 1981 | Italia               |
| 18 | Sonia Gioria         | P     | 6 gennaio 1978    | Italia               |

## Risultati

### Serie A2

#### Girone di andata
| 1ª giornata - 17 ottobre 2010 PalaSassi, Matera                       | Time Matera         | 2 - 3 | Busnago     | 16-25, 25-20, 23-25, 28-26, 14-16 |
| 2ª giornata - 24 ottobre 2010 PalaBusnago, Busnago                    | Busnago             | 3 - 1 | Santa Croce | 25-17, 22-25, 28-26, 25-19        |
| 3ª giornata - 31 ottobre 2010 PalaScoppa, Soverato                    | Soverato            | 0 - 3 | Busnago     | 20-25, 21-25, 18-25               |
| 4ª giornata - 7 novembre 2010 PalaBusnago, Busnago                    | Busnago             | 3 - 2 | Chieri      | 26-24, 18-25, 25-21, 13-25, 18-16 |
| 5ª giornata - 14 novembre 2010 PalaBusnago, Busnago                   | Busnago             | 3 - 2 | Verona      | 25-27, 25-15, 25-14, 23-25, 16-14 |
| 6ª giornata - 20 novembre 2010 PalaSerenelli, Loreto                  | Loreto              | 3 - 0 | Busnago     | 25-17, 25-23, 25-17               |
| 7ª giornata - 28 novembre 2010 PalaBusnago, Busnago                   | Busnago             | 3 - 0 | Forlì       | 25-19, 25-23, 27-25               |
| 8ª giornata - 5 dicembre 2010 PalaBerlinguer, Bellizzi                | Pontecagnano Faiano | 3 - 1 | Busnago     | 18-25, 25-11, 25-19, 25-19        |
| 9ª giornata - 12 dicembre 2010 PalaBusnago, Busnago                   | Busnago             | 2 - 3 | Crema       | 25-22, 25-19, 11-25, 27-29, 13-15 |
| 10ª giornata - 19 dicembre 2010 Palazzetto dello Sport, Giaveno       | Cuatto Giaveno      | 3 - 0 | Busnago     | 27-25, 25-19, 25-20               |
| 11ª giornata - 26 dicembre 2010 PalaRaschi, Parma                     | Parma               | 3 - 1 | Busnago     | 25-18, 25-23, 19-25, 25-18        |
| 12ª giornata - 9 gennaio 2011 PalaBusnago, Busnago                    | Busnago             | 2 - 3 | RDM Pomezia | 22-25, 28-26, 25-10, 19-25, 13-15 |
| 13ª giornata - 16 gennaio 2011 PalaMacchitella, San Vito dei Normanni | San Vito            | 3 - 0 | Busnago     | 27-25, 25-19, 25-15               |

#### Girone di ritorno
| 14ª giornata - 23 gennaio 2011 PalaBusnago, Busnago               | Busnago     | 1 - 3 | Time Matera         | 25-21, 16-25, 23-25, 22-25        |
| 15ª giornata - 29 gennaio 2011 PalaParenti, Santa Croce sull'Arno | Santa Croce | 2 - 3 | Busnago             | 21-25, 25-14, 21-25, 25-21, 13-15 |
| 16ª giornata - 6 febbraio 2011 PalaBusnago, Busnago               | Busnago     | 3 - 2 | Soverato            | 25-15, 25-13, 14-25, 18-25, 15-13 |
| 17ª giornata - 13 febbraio 2011 PalaMaddalene, Chieri             | Chieri      | 3 - 1 | Busnago             | 21-25, 25-21, 27-25, 25-20        |
| 18ª giornata - 20 febbraio 2011 PalaOlimpia, Verona               | Verona      | 3 - 1 | Busnago             | 22-25, 25-23, 25-19, 25-23        |
| 19ª giornata - 27 febbraio 2011 PalaBusnago, Busnago              | Busnago     | 1 - 3 | Loreto              | 23-25, 25-18, 22-25, 24-26        |
| 20ª giornata - 6 marzo 2011 PalaRomiti, Forlì                     | Forlì       | 3 - 1 | Busnago             | 24-26, 25-18, 25-22, 25-18        |
| 21ª giornata - 20 marzo 2011 PalaBusnago, Busnago                 | Busnago     | 1 - 3 | Pontecagnano Faiano | 19-25, 25-22, 19-25, 25-20        |
| 22ª giornata - 27 marzo 2011 PalaBertoni, Crema                   | Crema       | 3 - 1 | Busnago             | 25-23, 18-25, 26-24, 25-18        |
| 23ª giornata - 3 aprile 2011 PalaBusnago, Busnago                 | Busnago     | 3 - 1 | Cuatto Giaveno      | 25-23, 15-25, 25-17, 25-10        |
| 24ª giornata - 10 aprile 2011 PalaBusnago, Busnago                | Busnago     | 3 - 1 | Parma               | 13-25, 25-16, 30-28, 25-18        |
| 25ª giornata - 17 aprile 2011 Olimpia Palace, Pomezia             | RDM Pomezia | 3 - 1 | Busnago             | 25-21, 23-25, 25-19, 25-19        |
| 26ª giornata - 23 aprile 2011 PalaBusnago, Busnago                | Busnago     | 2 - 3 | San Vito            | 25-13, 17-25, 22-25, 25-20, 7-15  |

### Coppa Italia di Serie A2

#### Fase a eliminazione diretta
| Quarti di finale (andata) - 26 gennaio 2011 PalaBusnago, PalaBusnago | Busnago | 1 - 3 | Chieri  | 11-25, 25-18, 22-25, 21-25        |
| Quarti di finale (ritorno) - 2 febbraio 2011 PalaMaddalene, Chieri   | Chieri  | 3 - 2 | Busnago | 25-19, 24-26, 25-22, 18-25, 15-12 |

## Statistiche

### Statistiche di squadra
| Competizione             | Punti | In casa | In casa | In casa | In trasferta | In trasferta | In trasferta | Totale | Totale | Totale |
| Competizione             | Punti | G       | V       | P       | G            | V            | P            | G      | V      | P      |
| ------------------------ | ----- | ------- | ------- | ------- | ------------ | ------------ | ------------ | ------ | ------ | ------ |
| Serie A2                 | 28    | 13      | 7       | 6       | 13           | 3            | 10           | 26     | 10     | 16     |
| Coppa Italia di Serie A2 | -     | 1       | 0       | 1       | 1            | 0            | 1            | 2      | 0      | 2      |
| Totale                   | -     | 14      | 7       | 7       | 14           | 3            | 11           | 28     | 10     | 18     |

G = partite giocate; V = partite vinte; P = partite perse

### Statistiche dei giocatori
| Giocatore     | Serie A2 | Serie A2 | Serie A2 | Serie A2 | Serie A2 | Coppa Italia di Serie A2 | Coppa Italia di Serie A2 | Coppa Italia di Serie A2 | Coppa Italia di Serie A2 | Coppa Italia di Serie A2 | Totale | Totale | Totale | Totale | Totale |
| Giocatore     | P        | PT       | AV       | MV       | BV       | P                        | PT                       | AV                       | MV                       | BV                       | P      | PT     | AV     | MV     | BV     |
| ------------- | -------- | -------- | -------- | -------- | -------- | ------------------------ | ------------------------ | ------------------------ | ------------------------ | ------------------------ | ------ | ------ | ------ | ------ | ------ |
| M. Bonetti    | 26       | 382      | ?        | ?        | ?        | 2                        | 33                       | ?                        | ?                        | ?                        | 28     | 417    | ?      | ?      | ?      |
| L. Bottaini   | 4        | 5        | ?        | ?        | ?        | 1                        | 2                        | ?                        | ?                        | ?                        | 5      | 7      | ?      | ?      | ?      |
| I. Brognoli   | 26       | 0        | 0        | 0        | 0        | 1                        | 0                        | 0                        | 0                        | 0                        | 27     | 0      | 0      | 0      | 0      |
| B. Bruno      | 18       | 58       | ?        | ?        | ?        | 1                        | 3                        | ?                        | ?                        | ?                        | 19     | 61     | ?      | ?      | ?      |
| S. D'Agostino | 13       | 22       | ?        | ?        | ?        | 1                        | 0                        | 0                        | 0                        | 0                        | 14     | 22     | ?      | ?      | ?      |
| I. Demichelis | 14       | 14       | ?        | ?        | ?        | 2                        | 2                        | ?                        | ?                        | ?                        | 16     | 16     | ?      | ?      | ?      |
| E. Franco     | 25       | 332      | ?        | ?        | ?        | 2                        | 23                       | ?                        | ?                        | ?                        | 27     | 355    | ?      | ?      | ?      |
| E. García     | 26       | 448      | ?        | ?        | ?        | 2                        | 35                       | ?                        | ?                        | ?                        | 28     | 483    | ?      | ?      | ?      |
| L. Garcia     | 24       | 198      | ?        | ?        | ?        | 2                        | 12                       | ?                        | ?                        | ?                        | 26     | 210    | ?      | ?      | ?      |
| S. Gioria     | 10       | 20       | ?        | ?        | ?        | -                        | -                        | -                        | -                        | -                        | 10     | 20     | ?      | ?      | ?      |
| C. Giovannini | 25       | 16       | ?        | ?        | ?        | 2                        | 5                        | ?                        | ?                        | ?                        | 27     | 21     | ?      | ?      | ?      |
| A. Labate     | 26       | 245      | ?        | ?        | ?        | 2                        | 18                       | ?                        | ?                        | ?                        | 28     | 263    | ?      | ?      | ?      |
| F. Zuccollo   | 6        | 0        | 0        | 0        | 0        | 2                        | 0                        | 0                        | 0                        | 0                        | 7      | 0      | 0      | 0      | 0      |

P = presenze; PT = punti totali; AV = attacchi vincenti; MV = muri vincenti; BV = battute vincenti